# T. K. Ramamoorthy
Tiruchirapalli Krishnaswamy Ramamoorthy, conocido como T. K. Ramamoorthy, (1922, Tiruchirapalli - 17 de abril de 2013) fue un popular compositor y violinista tamil de India del Sur. 

## Biografía
Ramamoorthy nació en Tiruchirapalli en 1922 en una familia de brahmanes que estaban muy inclinados a la música. Tanto su padre, Krishnaswamy Iyer, como su abuelo, Malaikottai Govindasamy Iyer, eran violinistas bien conocidos en Tiruchirapalli. Ramamoorthy realizó varias representaciones teatrales junto a su padre en su infancia. C. R. Subburaman observó el talento del joven y lo contrató como violinista para HMV cuando sólo tenía catorce años. En 1940, Ramamoorthy trabajó en las Saraswathi Store donde el jefe de AVM Studo, Avichi Meiyappa Chettiar, era socio -lo que le llevó a tocar el violín para el compositor de música de AVM, R. Sudarsanam, en algunas películas. A finales de 1940, C. R. Subburaman era una estrella en ascenso en el mundo de la música cinematográfica de India del Sur, y Ramamoorthy se reunió con él como uno de los violinistas de su grupo musical. Allí conoció al violinista y compositor T. G. Lingappa, así como a M. S. Viswanathan, con quien se convirtió en socio en años posteriores.
Ramamoorthy, junto con M. S. Viswanathan, son popularmente conocidos como Mellisai Mannar (Tamil, por "The King of Music Light"). Entre sus principales obras se encuentran películas en tamil, malayalam y telugu. Junto con M. S. Viswanathan, conocidos como el dúo Viswanathan-Ramamoorthy, compusieron partituras musicales para más de 700 películas en la industria cinematográfica de India del Sur durante los años 1950 y 1960. El dúo se separó amistosamente en 1965 y desde entonces ambos compusieron para películas de forma individual, pero Ramamoorthy no pudo alcanzar el éxito como compositor individual y musical sólo para 19 películas entre 1966-1986. El dúo se reunió en 1995, después de 29 años para Engirundho Vanthan.
T. K. Ramamoorthy falleció en un hospital de Chennai tras una breve enfermedad el 17 de abril de 2013, a la edad de 91 años.

## Filmografía
- Sadhu Mirandaal (1966)
- Thenmazhai (1966)
- Madras To Pondicherry (1966)
- Marakka Mudiyuma (1966)
- Alayam (1966)
- Enggalukkum Kalam Varum (1967)
- Pattatthu Rani (1967)
- Naan (1967)
- Moondrezhutthu (1968)
- Soappu Seeppu Kannadi (1968)
- Neelagiri Express (1968)
- Thanga Surangam (1969)
- Kathal Jothi (1970)
- Sangamam (1970)
- Sakthi Leelai (1972)
- Praarthanai (1973)
- Avalukku Ayiram Kangal (1975)
- Antha June 16 (1984)
- Ival Oru Pournami (1986)